# Haldarsvíkar kirkja
Haldarsvíkar kirkja er en kirke på Færøerne i bygden Haldórsvík på Streymoy. Den hører til Færøernes folkekirke.
På nordøstsiden af Streymoy ud mod sundet Sundalgið, ligger en, efter færøske forhold, speciel kirke. Kirken er ottekantet, og kanterne i murværket, går via taget op i et spir. Den er indviet i 1856.  
Kirken, der er opført af sten, havde oprindeligt græstag, men dette blev ved en større istandsættelse i 1932 udskiftet med skifer. Dette er senere igen udskiftet med tagpap. 
På seks af kirkens sider (undtaget er alter- og indgangsvæggen) er der indsat store rundbuede vinduer. Våbenhuset har to runde vinduer. 
Indvendig har kirken malede paneler og et kuplet loft. Altertavlen fra 1996 forestiller 'Den sidste nadver', dog med den lille detalje at apostlenes ansigter forestiller kendte nulevende færinger. Den er lavet af Torbjørn Olsen. 
Døbefonten er af træ med et tinfad. Kirkeklokken blev ved kirkens opførelse erhvervet fra den Kongelige Monopolhandel i Tórshavn. Den var oprindeligt en skibsklokke og bærer indskriften: Shannon 1814– J B Hull.

## Galleri
- Rundbuet vindue
- Kirkegården
- Haldórsvík